# Heike Grebien
Heike Grebien (nascida a 31 de Julho de 1987) é uma política austríaca do Partido Verde. Desde 2020, é membro do Conselho Nacional. Ela sucedeu a Werner Kogler, que assumiu o cargo de vice-chanceler da Áustria.